# Wilhelm Seipel (Politiker, 1898)
Wilhelm Seipel (* 23. Oktober 1898 in Leeheim; † 21. Mai 1968) war ein hessischer Politiker (FDP) und ehemaliger Abgeordneter des Hessischen Landtags.

## Leben und Wirken
Wilhelm Seipel, Sohn des Landwirts Daniel Seipel, besuchte das Realgymnasium und studierte nach dem Abitur Rechtswissenschaften, Volkswirtschaft und Geschichte. Nachdem er das Studium als Diplom-Volkswirt abgeschlossen hatte, war er 1928 bis 1945 als höherer Beamter in der Arbeitsverwaltung tätig.
1929 promovierte er an der Justus-Liebig-Universität Gießen zum Doktor der Staats- und Wirtschaftswissenschaften.
Seipel wurde am 1. April 1932 Mitglied der NSDAP (Mitgliedsnummer 1.119.873).
Seipel war Leiter von Arbeitsämtern, Abteilungsleiter eines Landesarbeitsamtes und zuletzt Präsident der Gauarbeitsamtes und Reichstreuhänder der Arbeit Main-Franken in Würzburg. Nach 1945 war er freiberuflich tätig.
Wilhelm Seipel war Kreisvorsitzender der FDP im Kreis Groß-Gerau und vom 26. Januar 1951 (als Nachrücker für August-Martin Euler) bis zum 4. August 1954 Mitglied des Hessischen Landtags.